# Poma 2000 de Grenoble
Le Poma 2000 de Grenoble était un projet de système de transport automatique prototype à mi-chemin entre le métro sur pneumatiques et le funiculaire, mis au point par la société Pomagalski pour la ville de Grenoble, en  Isère.

## Historique

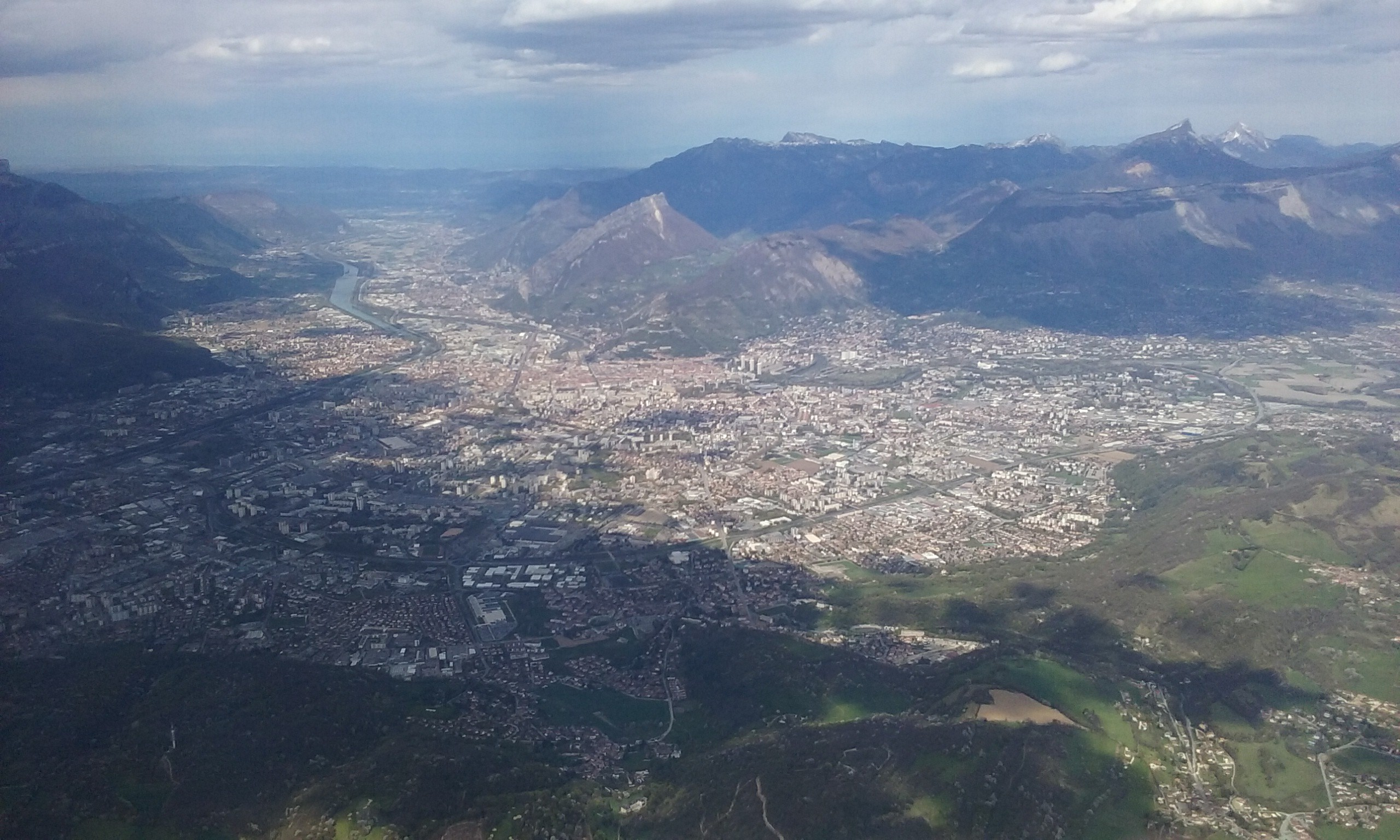
Grenoble et son agglmomération

Ce projet fut proposé au début des années 1970 par la société Pomagalski en vue d’équiper Grenoble et son agglomération d’un système de transport collectif non polluant et silencieux.
Durant cette période, le conseil municipal était conscient qu'il fallait renouveler et moderniser l'offre de transport de la ville et de son agglomération et trois projets furent présentés devant les élus:
- l'URBA, véhicule de transport propulsé par un moteur linéaire et suspendu sous une voie surélevée le guidant dans ses déplacements. L'appareil a été le fruit d'une étroite collaboration entre l'Université et l'industrie et entre deux villes, Lyon et Grenoble[2].
- le « Télérail » de la société Neyrpic, située à Saint-Martin-d'Hères[3].
- le POMA 2000 de la société Pomagalski, dont le siège est à Fontaine.

La préférence des élus se porta sur le dernier projet.
Le premier prototype a été lancé en 1971 sur un tronçon expérimental de 120 mètres. Depuis 1972, trois cabines sont testées sur une boucle de 600 mètres dans la banlieue sud de Grenoble. Un tronçon de ligne expérimentale d'un kilomètre et deux stations était prévu à l'automne 1975 mais le chantier ne fut jamais lancé.
En 1987, le tramway de Grenoble voit le jour à la place.

## Technique
Le Poma 2000 se présentait comme un système entièrement automatique, constitué de cabines autonomes de vingt-trois places dont dix assises. Les cabines se seraient succédé à des intervalles de 14 secondes autorisant un débit de 3 800 passagers par heure. L’infrastructure aurait été constituée d’un câble horizontal entre chaque station, dotée chacune d’un quai de dix mètres et d’un tapis roulant d’embarquement, et de voies de guidage pouvant être positionnées au sol mais prévues pour être aériennes survolant ainsi les rues de Grenoble.

## Tracé

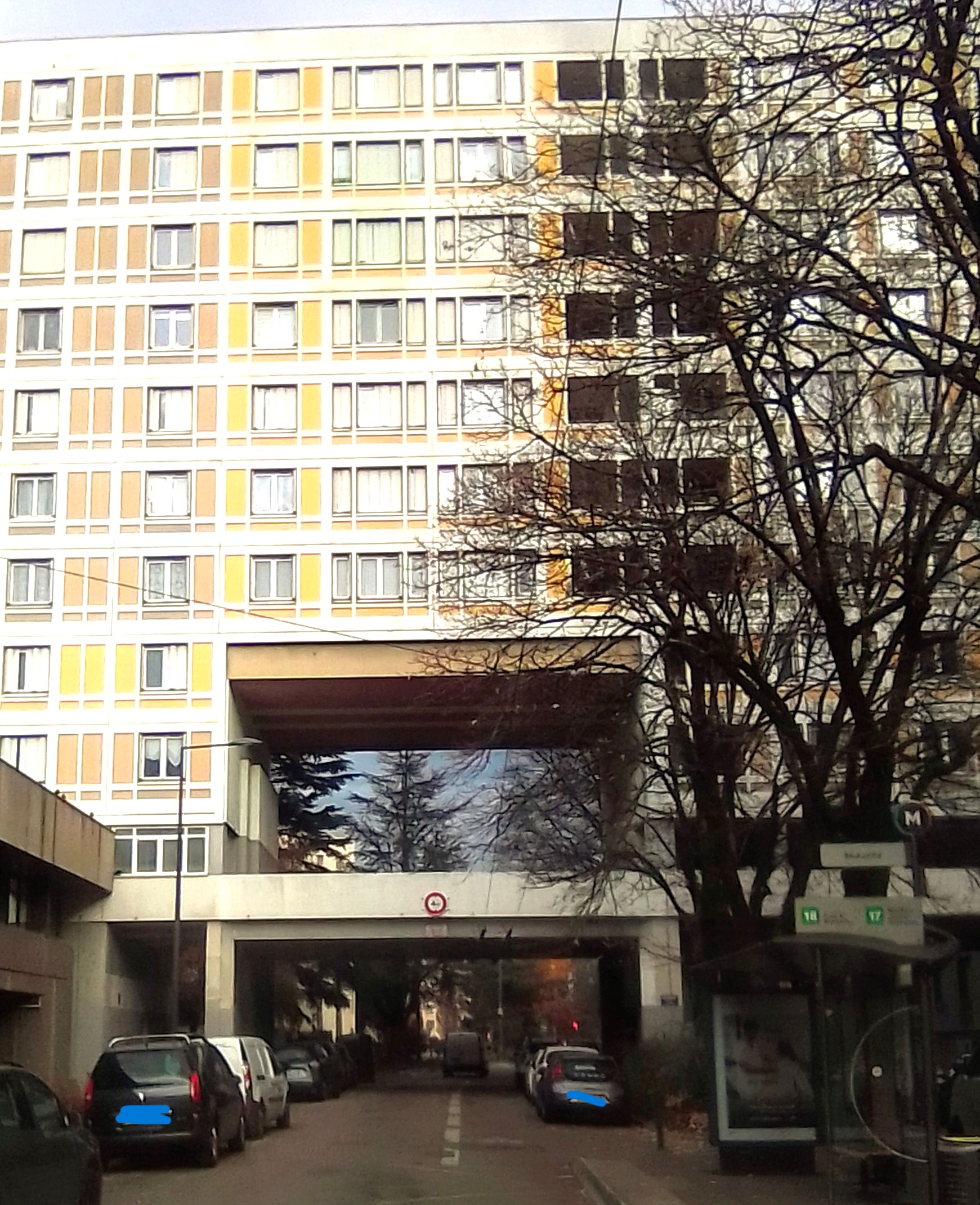
Immeuble situé rue Hébert à Grenoble construit afin de permettre le passage du POMA 2000 sur la ligne Seyssins-Meylan

En 1973 et 1974, l’entreprise POMA 2000 propose la réalisation d’un réseau de TCSP sur la base de trois lignes.
- Fontaine – Grenoble – Villeneuve – Échirolles – Pont-de-Claix
- Saint-Martin-d’Hères – Grenoble – Seyssinet-Pariset et Seyssins
- Saint-Egrève – Grenoble – Campus – Meylan

## Postérité

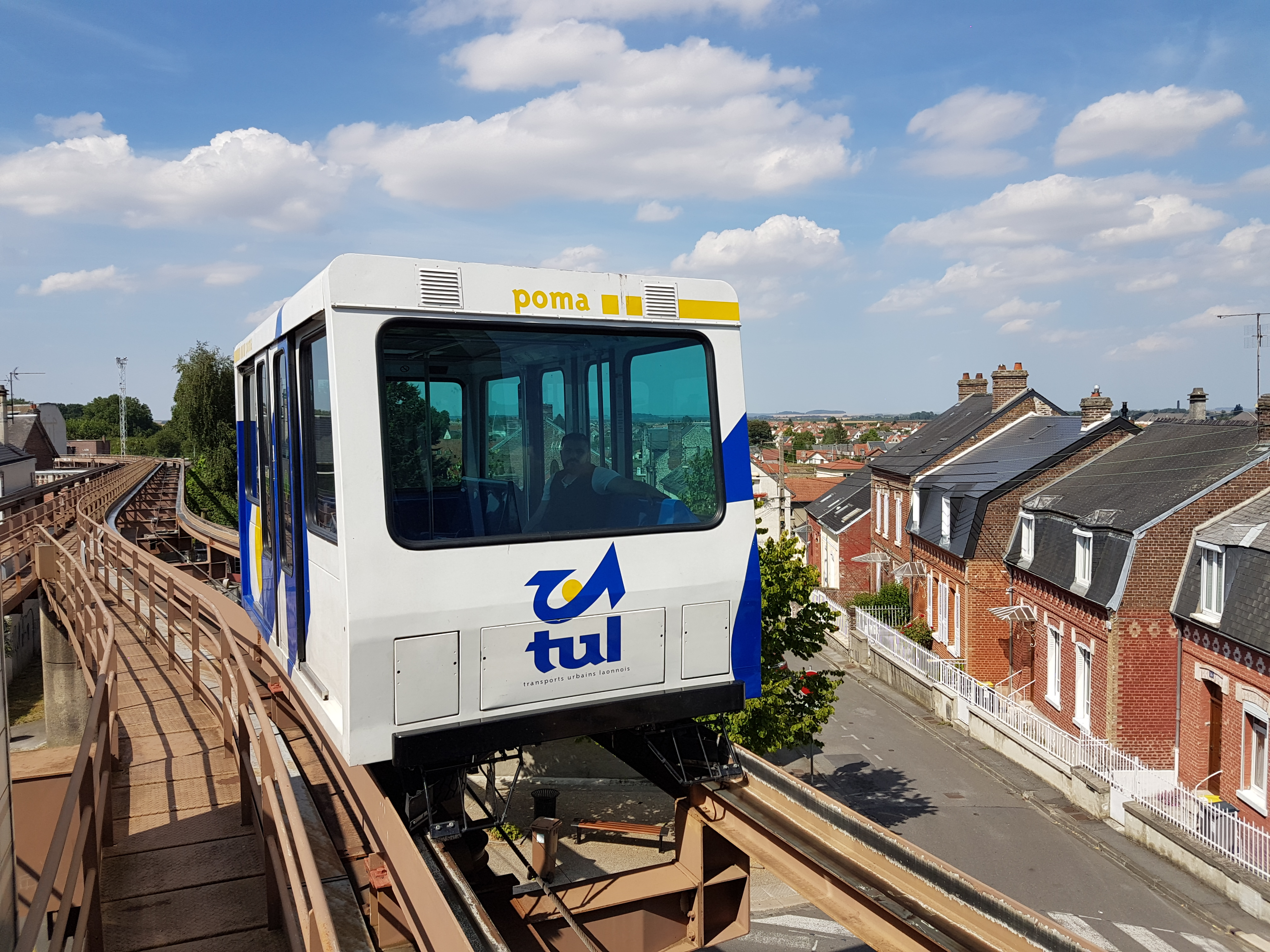
Poma 2000 de Laon

Un projet identique fut mis en place dans la ville de Laon, située dans l'Aisne et présenté comme un  « mini métro ». Mis en service en février 1989, il fut abandonné en octobre 2016, en raison du financement des travaux de rénovation.
En 2010, la société Poma a construit la liaison blanc-blanc, un funiculaire évoquant par sa forme et son fonctionnement le Poma 2000, reliant deux salles blanches du CEA-Leti et de Minatec sans interruption de la zone sous atmosphère contrôlée.
Un immeuble d'habitation, situé rue Hébert (quartier Mutualité), à Grenoble, a été construit partiellement par dessus cette rue dans les années 1970 et le promoteur y avait prévu un passage pour le Poma 2000, lequel ne passera jamais.